# جیمزتاون (کارولینای جنوبی)
جیمزتاون(به انگلیسی: Jamestown) شهری در ایالت کارولینای جنوبی کشور ایالات متحده آمریکا است که جمعیت آن در سرشماری سال ۲۰۱۰ میلادی، ۷۲ نفر بوده‌است.